# Агератум Гаустона
Агера́тум Га́устона, или Агера́тум мексика́нский, или Долгоцве́тка (лат. Agerátum houstoniánum) — многолетнее травянистое растение семейства Астровые (Сложноцветные).

## Названия
Родовое название «ageratum», что означает нестареющий, вечно молодой — по способности долго цвести и сохранять окраску цветков, растение получило от частицы греч. α — «не» и слова γεραιός — «старый»; видовое — в честь английского врача и ботаника Уильяма Хьюстоуна (1695—1733), исследователя флоры Мексики и Южной Америки.
В русских литературных источниках и в Интернете встречаются различные варианты перевода видового эпитета лат. houstonianum: Хьюстона, Хоустона, Хаустона, Гаустона.
Русское название «долгоцветка» растение получило за обильное цветение с раннего лета до заморозков.

## Морфологическое описание
Многолетнее травянистое или полукустарниковое растение, выращиваемое в декоративном садоводстве на территории России в открытом грунте как однолетник, в оранжерейной и тепличной культуре как многолетник.
Корневая система сильно разветвлённая. В местах соприкосновения с почвой на главном побеге и боковых ветвях образуется множество придаточных корней.
Растение (побеги, листья, черешки и цветоножки) густо опушённое более или менее короткими простыми отстоящими волосками.
Стебли многочисленные, сильно ветвистые, прямостоячие или приподнимающиеся, высотой 10—60 см.
Листовая пластинка цельная, по форме треугольная или ромбическая, при основании нередко сердцевидная, по краю зубчатая, пильчатая или городчатая. Нижние листья супротивные, черешчатые; чем выше по стеблю, тем черешки короче; верхние листья почти сидячие и очерёдные.
Цветки трубчатые, мелкие, обоеполые, собраны в соцветия — некрупные чашевидные или получашевидные корзинки диаметром 1—1,5 см. Корзинки, в свою очередь, собраны в рыхлые или плотные зонтиковидной формы сложные щитки до 10 см диаметром. Обёртка чашевидная, 5—10 мм в диаметре, из черепитчато расположенных 2—3 рядов линейных заострённых листочков. Цветоложе плоское, без прицветников. Тычинок 5, сросшихся своими пыльниками в узкую трубку, охватывающую нижнюю часть столбика. Столбик, особенно его двухлопастное рыльце, значительно длиннее околоцветника (почти в два раза) и сильно выступает над ним. Окраска околоцветника и рылец одинаковая — голубая, сиренево-голубая, белая или реже карминно-розовая. Бутоны же (иначе, чем распустившиеся цветки) иногда бывают окрашены в густо-сиреневый, пурпурный или светло-голубой цвет. Цветки душистые. Цветёт с июня до заморозков.
Завязь нижняя. Плод — семянка удлинённо-клиновидной формы, пятигранная, с резко выступающими рёбрышками, иногда слегка изогнутая, 2—3 мм длиной и шириной до 0,6 мм. На верхнем конце семянки находится белый плёнчатый хохолок. Поверхность семянок очень мелко продольно морщинистая. Окраска — чёрно-коричневая. В 1 грамме насчитывается 6—7 тысяч семян. Семена сохраняют всхожесть 3—4 года.
Диплоидное число хромосом 2n = 20.

## Географическое распространение
Общее распространение — Северная Америка (юг), Южная Америка (север), культивируется во многих странах обоих полушарий.
На территории России повсеместно культивируется как декоративное растение. Обнаружено заносным в Московской области. В Ульяновской области отмечено самовозобновление в цветниках.

## Экология, способы размножения и распространения. Агератум Гаустона в культуре
Агератум — теплолюбивое и светолюбивое растение, но может расти в полутени.
Отличается быстрым ростом и укороченным циклом развития. Семена прорастают при температуре 12—15 °C через 10—15 дней после посева, цветение наступает через 2—2,5 месяца и продолжается до заморозков.
При прорастании семян семядоли выносятся наружу над поверхностью почвы (надземное прорастание).
Подсемядольная часть 6—10 мм длины, 1 мм толщины, зеленоватая или светло-фиолетовая. Семядоли 3,5—4,5 мм в диаметре округлые, голые, на черешках 4—5 мм длины. Первое междоузлие 8—10 мм длины, густо оттопырено опушённое. Листорасположение супротивное. Листья первой пары широкояйцевидные, кверху тупо приостренные, по краям с 2—3 зубцами, редко опушённые на черешках 4—5 мм длины, густо опушенных оттопыренными волосками.
Агератум хорошо растёт на различных питательных, некислых почвах, как в северных, так и южных районах России. Не рекомендуется внесение свежего навоза, поскольку это способствует сильному росту кустов и позднему цветению.
Для успешного роста, пышного и непрерывного цветения необходим обильный полив. Плохо переносит избыток влаги, особенно в рассадном возрасте.
Агератум теплолюбив, поэтому даже незначительные заморозки (при понижении температуры до — 1° С) очень опасны для растения. В условиях европейской части России рассаду высаживают в грунт после того как минует опасность заморозков. Агератум легко черенкуется, при этом получается однородный посадочный материал. Кусты хорошо переносят стрижку, быстро отрастают и снова обильно цветут.
Агератум является перекрёстноопыляемым растением, но возможно и самоопыление. Опыляется мухами, пчёлами и трипсами. Семенное размножение даже при самом тщательном отборе не даёт однородного потомства. Сортовая чистота у большинства сортов не превышает 80 %.
Семена завязываются хорошо. В средней полосе России семена вызревают преимущественно на главном побеге и побегах первого порядка. В случае дождливой осени часть соцветий загнивает. В южных районах урожай семян значительно выше.
Вредителями и болезнями и агератума являются: обыкновенная уховёртка, паутинный клещ, бактериальное увядание, мозаика листьев, листовые нематоды, галловая нематода, пратиленх, изменение цвета листьев.

## Декоративное применение
В культуре агератум Гаустона известен с 1733 года. В цветоводстве ценится за разнообразную окраску цветов, компактную, шаровидную форму кустов, продолжительное и обильное цветение.
Низкорослые сорта агератума используются при устройстве клумб и цветников, рабаток, бордюров, в миксбордерах, контейнерах, в горшечной культуре. Высокорослые сорта пригодны для срезки.

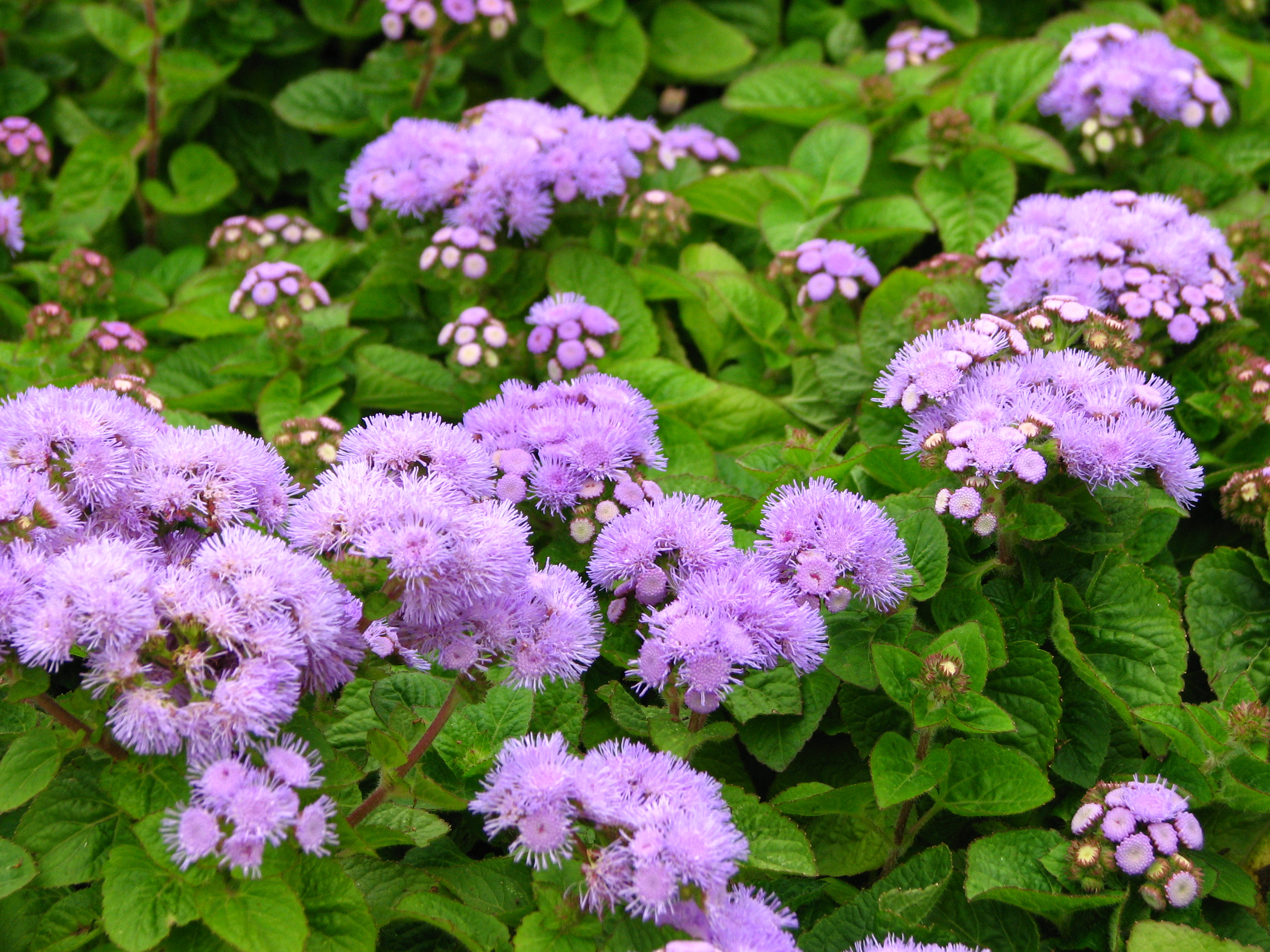
Среднерослый садовый сорт агератума Гаустона
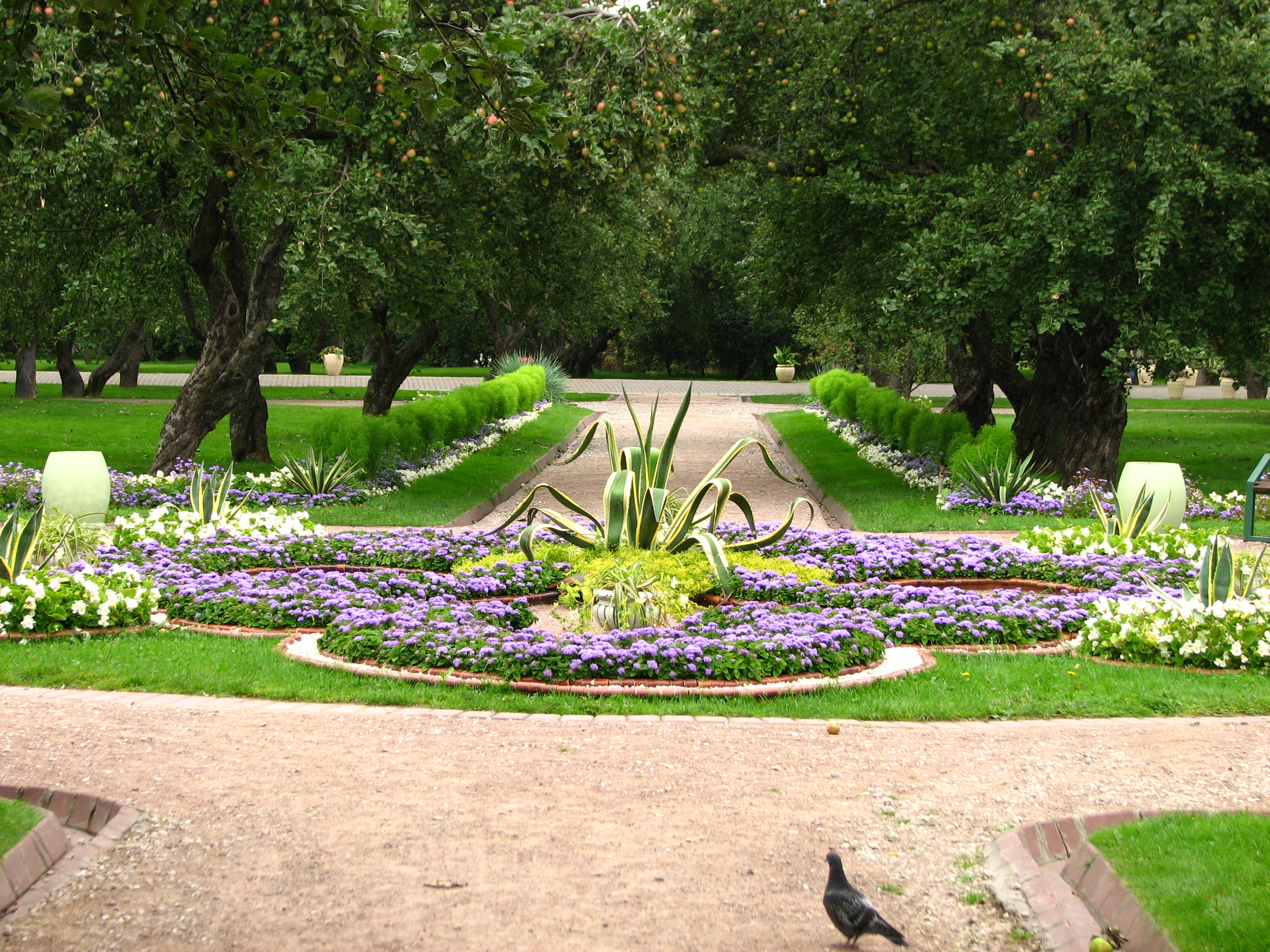
Клумба с низкорослым сортом агератума Гаустона